# Mása ijesztő meséi
A Mása ijesztő meséi (eredeti cím: Maskini sztrasilki) 2012-ben bemutatott orosz–amerikai televíziós 2D-s / 3D-s számítógépes animációs sorozat, amelynek alkotója Oleg Kuzovkov. A forgatókönyvet Igor Sarov írta. Az animációs játékfilmsorozat rendezője Gyenyisz Cservjacov. A zenéjét Anna Drubics szerezte. A tévéfilmsorozat producerei Oleg Kuzovkov és Dmitrij Lovejko. Műfaja filmvígjáték- és kalandfilmsorozat. Magyarországon 2018. december 20-án a Kiwi TV tűzte műsorára. A Mása és a medve illetve a Mása meséi spin-offja.

## Szereplők
- Mása (Magyar hangja: Szűcs Anna Viola)
- Pixi
- Mása
- Sonja
- Lucia
- Kislány
- Anyuta
- Szima
- Luisza
- Kislány

## Epizódok
| #   | Angol cím                                                          | Magyar cím                                                              | Eredeti premier      | Amerikai premier  | Magyar premier     | Magyar premier            |
| #   | Angol cím                                                          | Magyar cím                                                              | Eredeti premier      | Amerikai premier  | Kiwi TV            | HBO Max (Korábban HBO Go) |
| --- | ------------------------------------------------------------------ | ----------------------------------------------------------------------- | -------------------- | ----------------- | ------------------ | ------------------------- |
| 1.  | Soul Freezing Tale of Grim Forest and Tiny Timid Bug               | A zord erdő vérfagyasztó meséje és a félénk kisbogár                    | 2014. december 26.   | 2018. február 15. | 2018. december 20. | 2019. április 19.         |
| 2.  | Super Scary Story of a Little Boy Who Was Afraid of Washing        | Ijesztő mese egy kisfiúról, aki félt a mosdástól                        | 2014. december 30.   | 2018. február 15. | 2018. december 21. | 2019. április 19.         |
| 3.  | Terrifying True Story About Monsters And Those Who Fear Them       | Félelmetes igaz történet a szörnyekről és azokról, akik féltek tőlük    | 2015. március 13.    | 2018. február 16. | 2018. december 21. | 2019. április 19.         |
| 4.  | Troubled Fable About a Kitten Who Was Lost But Found               | Baljós mese egy kiscicáról, aki elveszett, de meglett                   | 2015. április 8.     | 2018. február 16. | 2018. december 21. | 2019. április 19.         |
| 5.  | Nightmarish Kids Belief About Christmas Rhyme                      | Lidérces képzelgések a karácsonyi mondókáktól                           | 2015. április 29.    | 2018. február 17. | 2018. december 24. | 2019. április 19.         |
| 6.  | Grim Parable About Superstitious Girl                              | Zord példázat a babonás lányról                                         | 2015. június 1.      | 2018. február 17. | 2018. december 24. | 2019. április 19.         |
| 7.  | Grim Testament About One Snotty Bo                                 | Zord tanulságtétel a maszatos fiúról, halálos csapda                    | 2015. augusztus 7.   | 2018. február 18. | 2018. december 24. | 2019. április 19.         |
| 8.  | Grim Tale About One Girl Who Was Afraid Of Animals                 | Zord mese egy lányról, aki félt az állatoktól                           | 2015. október 6.     | 2018. február 18. | 2018. december 25. | 2019. április 19.         |
| 9.  | Horrifying Story of Grandmother And Grandson                       | Ijesztő történet egy nagymamáról és egy unokáról                        | 2015. december 18.   | 2018. február 20. | 2018. december 25. | 2019. április 19.         |
| 10. | A Myth Full of Grief And Despair About One Historical Error        | Egy fájdalommal és gyásszal teli mítosz egy történelmi hibáról          | 2016. január 30.     | 2018. február 20. | 2018. december 25. | 2019. április 19.         |
| 11. | Panic Unbearable Legend About The Insects                          | Egy kibírhatatlanul riasztó legenda a rovarokról                        | 2016. március 22.    | 2018. február 21. | 2018. december 26. | 2019. április 19.         |
| 12. | Troubled Story About Baba-yaga                                     | Felkavaró történet a vasorrú bábáról                                    | 2016. május 6.       | 2018. február 21. | 2018. december 26. | 2019. április 19.         |
| 13. | Sinister Saga Of A Sick Tummy And A Girl Who Was Afraid Of Doctors | Baljós monda egy gyomorrontásról és egy lányról, aki félt az orvosokról | 2016. június 1.      | 2018. február 22. | 2018. december 26. | 2019. április 19.         |
| 14. | Fantastic Story About A Hedgehog, A Boy And Green Humanoids        | Fantasztikus történet egy süniről, egy fiúról és a zöld marslakókról    | 2016. július 21.     | 2018. február 22. | 2018. december 27. | 2019. április 19.         |
| 15. | Horrible True Story Of How A Boy Was Transferred To Another School | Szörnyű ijesztő történet egy fiúról, aki átment egy másik iskolába      | 2016. szeptember 16. | 2018. február 23. | 2018. december 27. | 2019. április 19.         |
| 16. | A Terrible Tale About A Cow Herder On A Stump                      | Szörnyű mese egy tehénpásztorról, aki egy fatuskón állt                 | 2016. október 31.    | 2018. február 23. | 2018. december 27. | 2019. április 19.         |
| 17. | A Ghost Bike Saga Which Makes You Shiver                           | A szellembicikli legendája, amitől reszketni fogsz                      | 2017. január 13.     | 2018. február 24. | 2018. december 28. | 2019. április 19.         |
| 18. | Scary Story About Spooky Stories                                   | Ijesztő mese a horrortörténetekről                                      | 2017. március 17.    | 2018. február 24. | 2018. december 28. | 2019. április 19.         |
| 19. | Creepy Tale About Useful Invention                                 | Hátborzongató mese a haszontalan találmányokról                         | 2017. április 28.    | 2018. február 25. | 2018. december 28. | 2019. április 19.         |
| 20. | Gloomy Story About the Darkest Dreams                              | Komor történet a legsötétebb álmokról                                   | 2018. június 23.     | 2018. február 25. | 2018. december 31. | 2019. április 19.         |
| 21. | Terrible Legend about Thunder and Lightning                        | Szörnyű legenda a mennydörgésről és a villámlásról                      | 2018. július 31.     | 2018. február 26. | 2018. december 31. | 2019. április 19.         |
| 22. | Terrible Truth about Those Who Are Afraid to Be Little             | Szörnyű, igaz történet azokról, akik attól félnek, hogy túl kicsik      | 2017. szeptember 22. | 2018. február 26. | 2018. december 31. | 2019. április 19.         |
| 23. | loodcurdling Saga about Joyful Even                                | Vérfagyasztó monda egy vidám eseményről                                 | 2017. november 10.   | 2018. február 27. | 2019. január 1.    | 2019. április 19.         |
| 24. | Monstrous Tale about Tall and Short                                | Szörnyű mese a magasról és az alacsonyról                               | 2017. december 1.    | 2018. február 27. | 2019. január 1.    | 2019. április 19.         |
| 25. | Frightening Incident at the Circus                                 | Ijesztő eset a cirkuszban                                               | 2018. január 26.     | 2018. február 28. | 2019. január 1.    | 2019. április 19.         |
| 26. | Shocking Story about a Girl Who Was Afraid of Everything           | Sokkoló mese egy lányról, aki mindentől félt                            | 2018. március 16.    | 2018. február 28. | 2019. január 1.    | 2019. április 19.         |